# 정순원 (레슬링 선수)
정순원(鄭淳元, 1973년 10월 12일~)은 대한민국의 레슬링 선수 출신 레슬링 지도자이다. 1996년 하계 올림픽에 참가했으며 1994년 세계 선수권 대회에서 남자 자유형 플라이급에서 은메달을 획득했다.